# Haifaa al-Mansour
Haifaa al-Mansour (àrab: هيفاء المنصور, Hayfāʾ al-Manṣūr) (Al Zulfi, 10 d'agost de 1974) és una directora de cinema saudita, especialment coneguda pel seu primer llargmetratge La bicicleta verda. És la primera dona directora de cinema del seu país i té un ampli reconeixement internacional.

## Biografia
Haifaa al-Mansour va néixer el 10 d'agost de 1974 a Al Zulfi, una ciutat de la província de Riad en el si d'una família tradicional. És la vuitena de dotze germans, filla del poeta Abdul Rahman Mansour. Va ser el seu pare qui la va acostar al cinema amb vídeos de pel·lícules, ja que a Aràbia Saudita no existien sales de cinema. Un dels seus actors favorits era Jackie Chan. Malgrat haver nascut a Al Zulfi va créixer en la localitat d'Al-Hasa.
Amb el suport dels seus pares va estudiar literatura a la Universitat Americana del Caire, i més tard va estudiar en una escola de cinema a Sidney, Austràlia.
Va començar la seva carrera cinematogràfica amb tres curts: Who? (Qui?), rodat amb els seus germans, The Bitter Journey i The Only Way Out, aquest últim premiat als Emirats Àrabs Units i als Països Baixos. Va continuar amb el documental Women Without Shadows, sobre la invisibilitat de les dones als països del golf Pèrsic, el qual va ser projectat en 17 festivals internacionals. El documental va rebre el Golden Dagger com a millor documental en el festival de cinema de Masqat i a més a més va obtenir l'esment especial del jurat en el quart Festival de Cinema Àrab de Rotterdam. També va ser convidada al 28è Festival dels Tres Continents a la localitat francesa de Nantes.
La seva ópera prima, La bicicleta verda, es va estrenar mundialment al Festival de Venècia de 2012. És el primer llargmetratge rodat íntegrament a Aràbia Saudita i dirigit per una dona. La pel·lícula explica la història d'una nena d'11 anys que viu en els suburbis de Riad i que somia a tenir una bicicleta verda, en un país on l'activitat pública de les dones està especialment limitada. Per poder rodar, ha explicat la cineasta en moltes ocasions, va haver de fer-ho des d'una caravana amb un monitor i un walkie-talkie perquè no podia sortir a l'exterior i ser vista en companyia d'homes.
La pel·lícula va tenir el suport de Rotana, la productora del príncep Al-Waleed bin Talal. La bicicleta verda va ser seleccionada com per competir com a Millor pel·lícula de llengua estrangera als premis Oscar de 2013, i fou la primera vegada que una pel·lícula de l'Aràbia Saudita hi competia en aquesta categoria. El projecte havia estat desenvolupat el 2009 al laboratori de Guions del Golf en col·laboració amb TorinoFilmLab i el Festival de Cinema Internacional de Dubai.

Entre els objectius de la pel·lícula estaven qüestionar alguns temes considerats culturalment tabús. La directora va assegurar: 
Crec que és molt important donar importància a les dones, per això vaig fer la pel·lícula. És una història divertida de dones que sobreviuen, que persegueixen els seus somnis.
Tant Who? com Women Without Shadows tracten sobre la tradició de vestir l'abaya. Va rebre llavors missatges d'odi i crítiques acusant-la de no respectar la religió, la qual cosa ella nega, encara que sí que considera que és necessari que l'Aràbia Saudita tingui una visió més crítica de la seva cultura. També va rebre elogis per plantejar el debat sobre temes considerats tabú.
El 2014 va començar a rodar el seu segon llargmetratge, Mary Shelley, un drama romàntic sobre la relació de Mary Wollstonecraft Godwin, una jove extravertida de divuit anys, autora de Frankenstein o el modern Prometeu, i el carismàtic poeta Percy Shelley. Es tracta de la seva primera producció britànica. La pel·lícula es va estrenar el 2017.
El 2015 va ser seleccionada com a jurat per a la secció "Un Certain Regard" del Festival de Cinema de Canes.

## Vida personal
Haifaa al-Mansour resideix a Bahrain amb el seu marit, Bradley Neimann, un diplomàtic estatunidenc, i els seus dos fills, Adam i Hailey.

## Filmografia

### Pel·lícules
| Any  | Títol                                 | Gènere        |
| ---- | ------------------------------------- | ------------- |
| 1997 | Who? (من؟)                            | Curtmetratge  |
| 2000 | The Bitter Journey (الرحيل المر)      | Documental    |
| 2001 | The Only Way Out (أنا والآخر)         | Curtmetratge  |
| 2005 | Women Without Shadows (نساء بلا الظل) | Documental    |
| 2012 | La bicicleta verda (وجدة)             | Llargmetratge |
| 2017 | Mary Shelley                          | Llargmetratge |
| 2018 | Nappily Ever After                    |               |
| 2019 | The Perfect Candidate                 | Llargmetratge |

### Sèries de televisió
| Any              | Títol                  | Anotacions                        |
| ---------------- | ---------------------- | --------------------------------- |
| 2019             | The Society            | Episodi: "Putting on the Clothes" |
| 2020             | Motherland: Fort Salem | Episodi: "Hail Beltan"            |
| 2020–actualtment | The Good Lord Bird     |                                   |